# Parochet

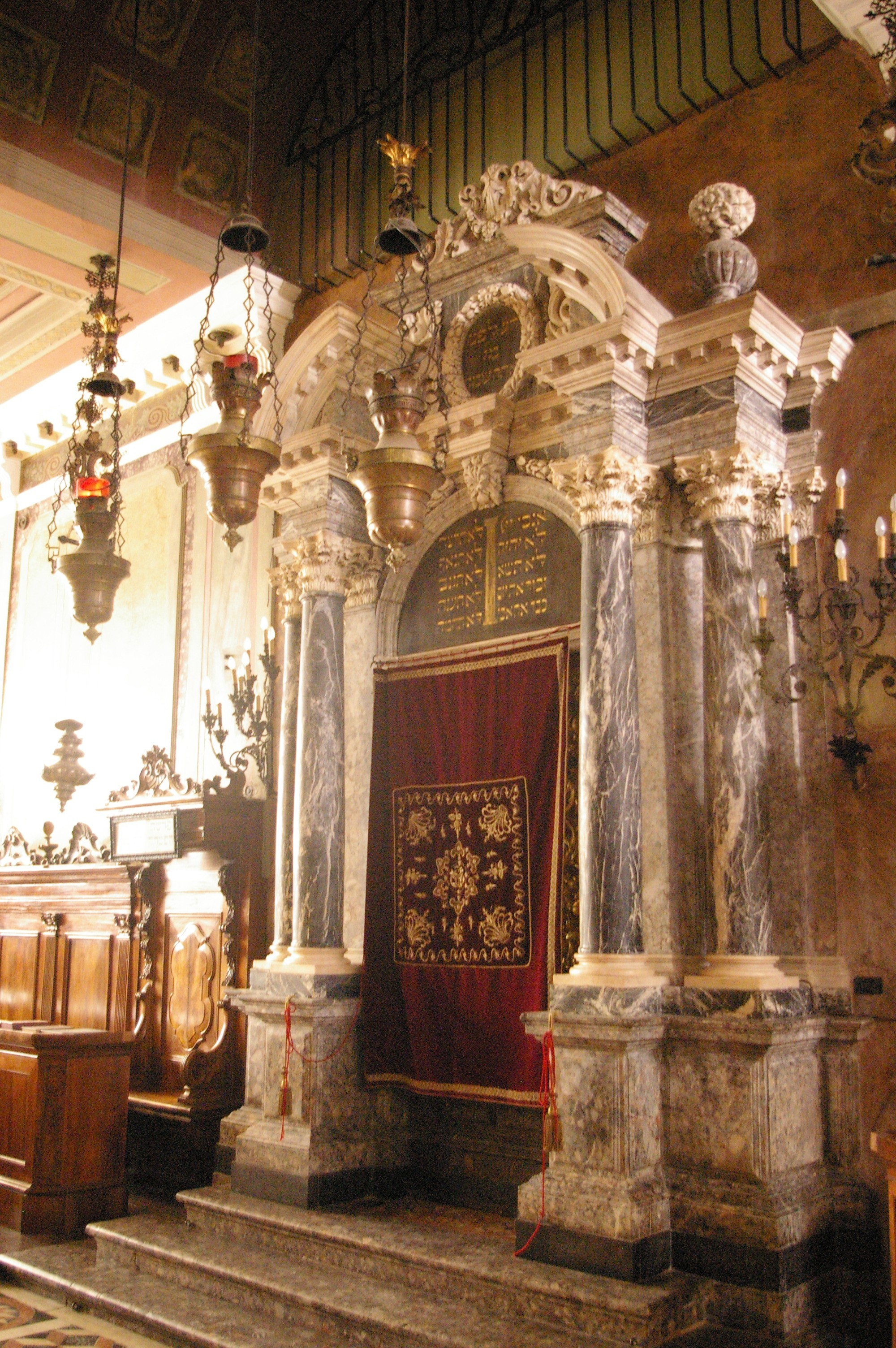
Il parochet che copre l'Aron della sinagoga di Padova

Un parochet (Ebraico: פרוכת) (dall'aramaico parokta che significa "tenda" o "protezione") è una tenda che nella religione ebraica nasconde la parte più sacra del luogo di culto, dove viene custodita la parola di Dio: nella Bibbia le Tavole della Legge, nel giudaismo rabbinico i rotoli della Torah.

## Nella Bibbia ebraica
Nel libro dell'Esodo il parochet è un velo che nasconde il "santo dei santi", l'area in cui era custodita l'Arca dell'Alleanza. Per esempio in Esodo 40,21 è scritto: "portò l’arca nel tabernacolo, sospese il velo di separazione e lo tese davanti all’arca della testimonianza, come l’Eterno aveva ordinato a Mosè..."
Il termine parochet è usato nella Bibbia anche per descrivere l'analoga tenda che, nel Tempio di Salomone (il primo dei templi che costituirono la struttura chiamata Tempio di Gerusalemme), separava il Qodesh ha-Qodashim dall'echal, la sala principale. L'uso di questa tenda nelle sinagoghe sta quindi anche a testimoniare la centralità di quel tempio all'interno del culto ebraico.
Malgrado la traduzione col termine "velo", il parochet era una tenda alta 20 metri e spessa 10 cm. Secondo lo storico Giuseppe Flavio, la forza di due cavalli che si muovevano in direzioni opposte non era sufficiente per squarciarla. Per piegarla e lavarla era necessaria l'opera di una settantina di uomini.

## Nel Nuovo Testamento
Nei tre Vangeli sinottici si racconta che al momento della morte di Gesù il velo del Tempio si sarebbe squarciato in due da cima a fondo. La rottura del parochet segnala l'ascesa al cielo di Gesù per sedersi alla destra di Dio, cioè la cosiddetta esaltazione di Gesù Cristo. Secondo alcune interpretazioni teologiche il velo del Tempio che si sarebbe squarciato in occasione della morte di Gesù sarebbe proprio quello che copriva il Santo dei Santi. La rottura del velo indicherebbe simbolicamente l'accesso diretto a Dio reso possibile anche agli uomini dal sacrificio di Gesù. Secondo altri, tuttavia, si tratterebbe del velo esterno, posto all'ingresso del Tempio di Erode. In questo caso l'evento sottolineerebbe più precisamente l'accesso al santuario celeste aperto anche ai pagani.
Il tema della rottura del velo è ripreso nella Lettera agli Ebrei.

## Nelle sinagoghe
Il parochet copre l'Aron haQodesh, un arredo sacro sempre presente all'interno della Sinagoga deputato a contenere il Sefer Torah, i rotoli della legge. In molte sinagoghe, durante i Yamim Noraim, il parochet comunemente usato per tutto l'anno viene sostituito con un parochet bianco.
Nel Museo di Arte Ebraica Italiana "U. Nahon" di Gerusalemme, in Israele, è custodito il più vecchio parochet giunto ai giorni nostri, risalente al 1572.

## Galleria d'immagini

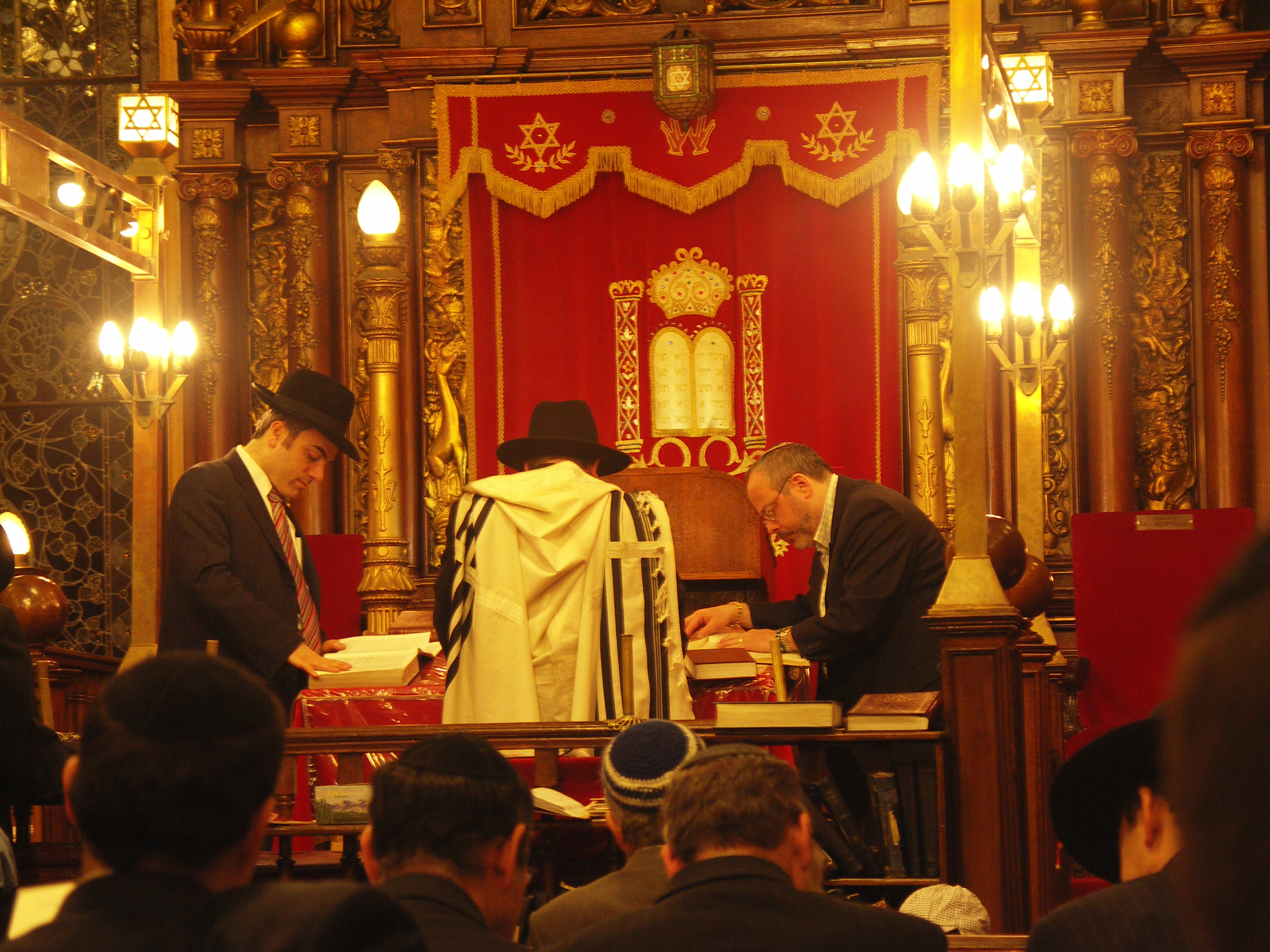
Un parochet usato nella sinagoga Bialystoker, a Manhattan
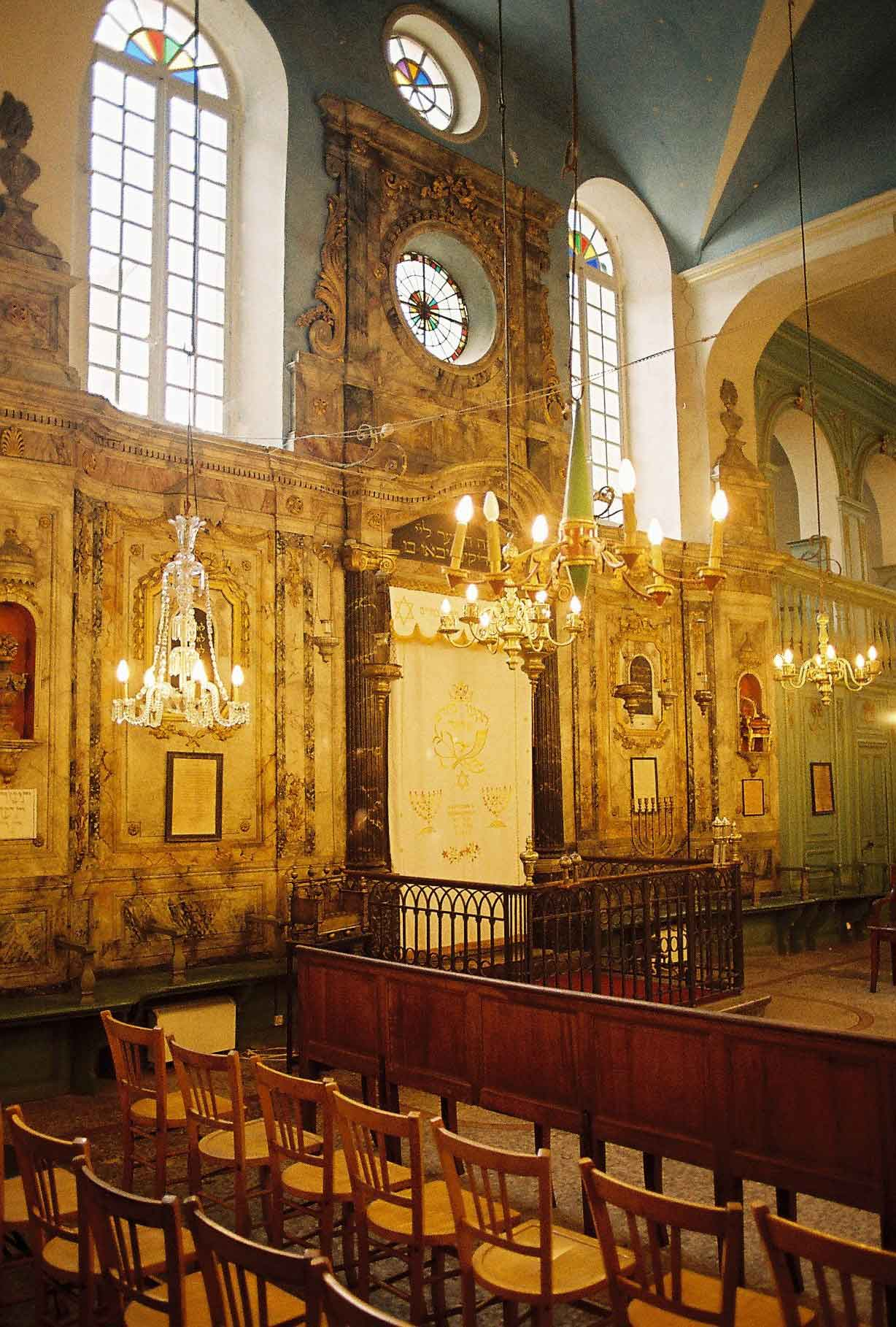
Un parochet bianco usato durante il Rosh Hashanah e lo Yom Kippur